# 九龍巴士11C線
九龍巴士11C線是香港九龍區的巴士路線，來往竹園邨及上秀茂坪，途經鑽石山、牛頭角、觀塘等地方。

## 歷史年表
- 1968年1月6日：本線投入服務，來往橫頭磡及觀塘（翠屏道），途經龍翔道及彩虹道。
- 1984年7月22日：黃大仙區總站由橫頭磡（近現時富強苑）遷往新落成的樂富巴士總站。
- 1985年3月17日：觀塘區總站由觀塘（翠屏道）延長至中秀茂坪（近秀茂坪邨第33座外的秀明道）。
- 1985年11月24日：黃大仙區總站由樂富延長至新落成的竹園邨，改經彩虹道、東頭村道及樂富中心。
- 1995年10月16日：觀塘區總站延長至上秀茂坪巴士總站，來回程改經鳳德道及黃大仙道，不再途經新蒲崗、黃大仙下邨及樂富，以及取消一項分段收費（樂富巴士總站往竹園邨：$2.7），以取代第一代3P線（鳳德道往觀塘月華街，為3D的早晨特別班次）的服務；派車與10號線互相對調。
- 1997年1月5日：配合13E線取消，觀塘道近裕民坊往上秀茂坪的分段收費$2.8，提前由聖若瑟英文小學起生效，為期三個月。
- 1999年6月14日：增設派空調巴士服務。
- 2011年9月10日：提升為全線空調巴士服務[1]。
- 2013年8月18日：被大幅調減班次，平日更改為每15或20分鐘一班，周末及假日更改為每20或25分鐘一班[2]。
- 2015年6月27日：增設到站時間預報。[3]
- 2023年2月13日：配合觀塘站巴士總站工程，往觀塘方向位於翠屏道之「翠屏邨翠柏樓」站遷移至「翠屏邨翠桉樓」站。[4]。
- 2025年3月31日：每日由竹園邨開出之頭班車時間由05:50提早至05:30。

## 服務時間及班次
| 竹園邨開         | 竹園邨開    | 竹園邨開     | 上秀茂坪開       | 上秀茂坪開  | 上秀茂坪開   |
| 日期             | 服務時間    | 班次（分鐘） | 日期             | 服務時間    | 班次（分鐘） |
| ---------------- | ----------- | ------------ | ---------------- | ----------- | ------------ |
| 星期一至五       | 05:50-06:50 | 20           | 星期一至五       | 05:40       | 05:40        |
| 星期一至五       | 06:50-08:35 | 15           | 星期一至五       | 06:10-07:10 | 20           |
| 星期一至五       | 08:35-16:55 | 20           | 星期一至五       | 07:10-07:55 | 15           |
| 星期一至五       | 16:55-18:40 | 15/20        | 星期一至五       | 07:55-16:55 | 20           |
| 星期一至五       | 18:55       | 18:55        | 星期一至五       | 16:55-19:10 | 15           |
| 星期一至五       | 19:10-21:10 | 20           | 星期一至五       | 19:10-20:30 | 20           |
| 星期一至五       | 21:10-00:10 | 30           | 星期一至五       | 20:30-23:30 | 30           |
| 星期六           | 05:50-07:50 | 30           | 星期六           | 05:40-09:40 | 30           |
| 星期六           | 07:50-22:10 | 20           | 星期六           | 09:40-21:00 | 20           |
| 星期六           | 22:10-00:10 | 30           | 星期六           | 21:00-23:30 | 30           |
| 星期日及公眾假期 | 05:50-09:20 | 30           | 星期日及公眾假期 | 05:40-08:40 | 30           |
| 星期日及公眾假期 | 09:20-21:40 | 20           | 星期日及公眾假期 | 08:40-21:00 | 20           |
| 星期日及公眾假期 | 21:40-00:10 | 30           | 星期日及公眾假期 | 21:00-23:30 | 30           |

## 收費
全程：$6.7
- 觀塘市中心往上秀茂坪：$5.1
- 鳳德公園往竹園邨：$4.6

| - 本線設有12歲以下小童及65歲或以上長者半價優惠。 - 65歲或以上香港居民使用「樂悠咭」，以及12歲以下合資格殘疾兒童使用「殘疾人士身份」個人八達通繳付車資，均可享有每程$2.0或半價（以較低者為準）的票價優惠；12至64歲合資格殘疾人士使用「殘疾人士身份」個人八達通（包括「樂悠咭」），以及60至64歲香港居民使用「樂悠咭」繳付車資，均可享有每程$2.0或全費（以較低者為準）的票價優惠。 - 65歲或以上長者如使用長者或一般個人八達通繳付車資，則只可享有半價優惠；12至64歲合資格殘疾人士如不使用「殘疾人士身份」個人八達通，以及60至64歲人士如不使用「樂悠咭」繳付車資，必須繳付全費。 - 乘客可以現金或八達通於上車時付款，不設找續。 - 每位成人乘客可免費攜帶最多兩名4歲以下而不佔座位的兒童乘客乘車，超額之4歲以下小童必須繳付小童車費乘車。 - 持有「九巴月票」之乘客在車票有效期內，每日可享最多10程任何九龍巴士及龍運巴士路線（包括本路線，以及聯營路線的九龍巴士／龍運巴士提供的班次；惟乘搭機場「A」及「NA」線則可享原價二七折優惠（不會計算每天10次合資格車程））；而B1線則每日可享最多各2程（不會計算每天10次合資格車程）。 - 九龍巴士、城巴、龍運巴士及陽光巴士全職員工及家屬（不包括外判職員）可免費乘搭本路線，惟必須拍職員或職員家屬八達通。 - 乘客亦可透過多元化電子支付系統（e度嘟）繳付車資，包括使用非接觸式VISA卡、JCB卡、萬事達卡、銀聯卡、美國運通、大來國際、Discover Card、Apple Pay、Google Pay、Samsung Pay、AlipayHK「易乘碼」、支付寶、WeChatHK／微信支付「搭車碼」、銀聯雲閃付「乘車碼」及BOC Pay「乘車碼」。乘客使用此付款方式，使用此支付方式的乘客可享有中途下車之分段收費，以及與其他九巴／龍運獨營路線或聯營線九巴／龍運班次之轉乘優惠，惟不適用於與非九巴／龍運路線之轉乘優惠，亦不能享有「公共交通費用補貼計劃」及「長者及合資格殘疾人士公共交通票價優惠計劃」。 |

### 八達通巴士轉乘計劃
乘客於150分鐘內先後以同一張八達通卡繳付本線及98線／98A線／296A線的車資，次程可獲扣減$4.2。

## 用車
現時本線使用6輛Enviro500 MMC 11.3米（E6M）及2輛富豪B9TL 12米（AVBWU）
| 車隊編號 | 車牌   |
| -------- | ------ |
| AVBWU300 | SL3314 |
| E6M107   | XJ2076 |
| E6M142   | YT4514 |
| E6M143   | YT5121 |
| E6M144   | YT5696 |
| E6M145   | YT5600 |
| E6M146   | YT6337 |
| E6M147   | YT8205 |

## 行車路線

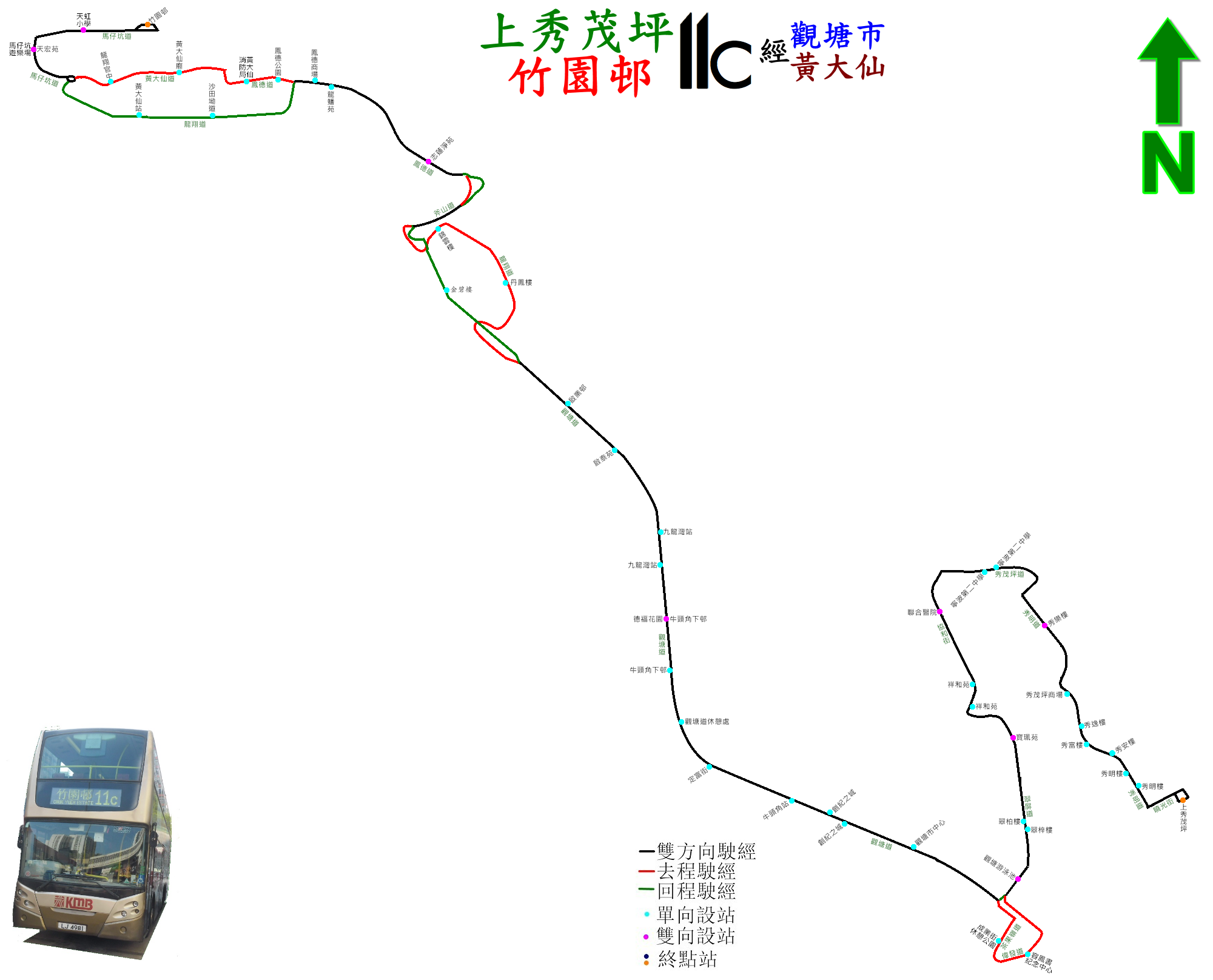
11C線的走線圖

竹園邨開經：竹園道、馬仔坑道、龍翔道、蒲崗村道、鳳德道、斧山道、彩虹通道、太子道東、觀塘道、翠屏道、協和街、秀茂坪道、秀明道及曉光街。
上秀茂坪開經：曉光街、秀明道、秀茂坪道、協和街、翠屏道、鯉魚門道、偉發道、茶果嶺道、鯉魚門道、觀塘道、觀塘道下通道、觀塘道、彩虹交匯處、龍翔道、彩虹道、斧山道、鳳德道、沙田坳道、黃大仙道、馬仔坑道及竹園道。

### 沿線車站
| 竹園邨開 | 竹園邨開                           | 竹園邨開         | 上秀茂坪開 | 上秀茂坪開                           | 上秀茂坪開       |
| 序號     | 車站名稱                           | 位置             | 序號       | 車站名稱                             | 位置             |
| -------- | ---------------------------------- | ---------------- | ---------- | ------------------------------------ | ---------------- |
| 1        | 竹園邨巴士總站                     | 竹園邨巴士總站   | 1          | 上秀茂坪巴士總站                     | 上秀茂坪巴士總站 |
| 2        | 浸信會天虹小學                     | 竹園道           | 2          | 秀茂坪邨秀明樓                       | 秀明道           |
| 3        | 馬仔坑遊樂場                       | 馬仔坑道         | 3          | 秀茂坪邨秀富樓                       | 秀明道           |
| 4        | 黃大仙轉車站－黃大仙廟（B5月台）   | 龍翔道           | 4          | 秀茂坪商場                           | 秀明道           |
| 5        | 黃大仙轉車站－沙田坳道（A2月台）   | 龍翔道           | 5          | 秀茂坪邨秀樂樓                       | 秀明道           |
| 6        | 鳳德商場                           | 鳳德道           | 6          | 寧波第二中學                         | 秀茂坪道         |
| 7        | 志蓮淨苑                           | 鳳德道           | 7          | 聯合醫院                             | 協和街           |
| 8        | 彩虹轉車站－彩虹邨金碧樓（L1月台） | 彩虹邨通道       | 8          | 祥和苑                               | 協和街           |
| 9        | 啟業邨                             | 觀塘道           | 9          | 寶珮苑                               | 翠屏道           |
| 10       | 九龍灣站（東九文化中心）           | 觀塘道           | 10         | 翠屏邨翠梓樓                         | 翠屏道           |
| 11       | 牛頭角下邨                         | 觀塘道           | 11         | 觀塘游泳池                           | 翠屏道           |
| 12       | 觀塘道休憩處                       | 觀塘道           | 12         | 容鳳書紀念中心                       | 偉發道           |
| 13       | 觀塘轉車站－創紀之城（U4月台）     | 觀塘道           | 13         | 成業街休憩公園                       | 茶果嶺道         |
| 14       | 觀塘轉車站－觀塘市中心（T3月台）   | 觀塘道           | 14         | 觀塘轉車站－創紀之城（B7月台）       | 觀塘道           |
| 15       | 觀塘游泳池                         | 翠屏道           | 15         | 觀塘轉車站－牛頭角站（A1）           | 觀塘道           |
| 16       | 翠屏邨翠桉樓                       | 翠屏道           | 16         | 定富街                               | 觀塘道           |
| 17       | 寶珮苑                             | 翠屏道           | 17         | 牛頭角下邨                           | 觀塘道           |
| 18       | 祥和苑                             | 協和街           | 18         | 德福花園                             | 觀塘道           |
| 19       | 聯合醫院                           | 協和街           | 19         | 九龍灣站                             | 觀塘道           |
| 20       | 寧波第二中學                       | 秀茂坪道         | 20         | 啟泰苑                               | 觀塘道           |
| 21       | 秀茂坪邨秀樂樓                     | 秀明道           | 21         | 牛池灣轉車站－彩虹邨丹鳳樓（J1月台） | 龍翔道           |
| 22       | 秀茂坪邨秀逸樓                     | 秀明道           | 22         | 彩虹轉車站－彩虹邨錦雲樓（P1月台）   | 龍翔道           |
| 23       | 秀茂坪邨秀安樓                     | 秀明道           | 23         | 志蓮淨苑                             | 鳳德道           |
| 24       | 秀茂坪邨秀明樓                     | 秀明道           | 24         | 龍蟠苑                               | 鳳德道           |
| 25       | 上秀茂坪巴士總站                   | 上秀茂坪巴士總站 | 25         | 鳳德公園                             | 鳳德道           |
|          |                                    |                  | 26         | 黃大仙消防局                         | 鳳德道           |
| 27       | 黃大仙廟                           | 黃大仙道         |            |                                      |                  |
| 28       | 龍翔官立中學                       | 黃大仙道         |            |                                      |                  |
| 29       | 天宏苑                             | 馬仔坑道         |            |                                      |                  |
| 30       | 浸信會天虹小學                     | 竹園道           |            |                                      |                  |
| 31       | 竹園邨巴士總站                     | 竹園邨巴士總站   |            |                                      |                  |

## 客量
11C線提供秀茂坪及翠屏邨來往觀塘道沿線及黃大仙的流水服務，但秀茂坪來往黃大仙也有走線較直接的214和290A線，而且與89線的大部分服務範圍相近（黃大仙站至觀塘翠屏道），客量只屬一般。

## 昔日的11C線
第一代的11C線於1958年9月23日起投入服務，來往佐敦道碼頭及紅磡，是11號線的輔助線。1963年9月1日遷往紅磡碼頭，1965年6月1日由佐敦道碼頭延長至旺角碼頭，繼而在1966年3月25日延長至蘇屋。因六七暴動而停駛，其後沒有重投服務。

## 相關事故
- 2014年2月19日早上六時許，一名車長駕駛一輛準備行走本線往竹園邨的富豪奧林比安（AV509／HT9608）時，疑車長不熟路，錯誤把車輛駛上沙田坳道，直至駛入近慈雲山法藏寺對開一個狹窄左彎被困，始發覺走錯路。結果兩名車務職員及警員到場，協助車長看位倒車，才安全駛回竹園邨巴士總站[5]。

## 外部連結
九巴
- 九龍巴士11C線 （页面存档备份，存于）

其他
- 九龍巴士11C線－i-busnet.com （页面存档备份，存于）
- 九龍巴士11C線－681巴士總站 （页面存档备份，存于）